# Paoliella terminaliae
Paoliella terminaliae är en insektsart som först beskrevs av Hall, W.J. 1932.  Paoliella terminaliae ingår i släktet Paoliella och familjen långrörsbladlöss. Inga underarter finns listade i Catalogue of Life.